# Mébar-Birifor
Pour les articles homonymes, voir Mébar et Birifor.
Ne doit pas être confondu avec Mébar-Dagara.
Mébar-Birifor est une localité située dans le département de Gbomblora de la province du Poni dans la région Sud-Ouest au Burkina Faso.

## Géographie
Le nom du village fait référence à l'ethnie peuple Birifor qui le constitue historiquement.

## Santé et éducation
Le centre de soins le plus proche de Mébar-Birifor est le centre de santé et de promotion sociale (CSPS) de Tobo-Tankori tandis que le centre hospitalier régional (CHR) de la province se trouve à Gaoua.